# Antrusa lathyri
Antrusa lathyri är en stekelart som först beskrevs av Griffiths 1984.  Antrusa lathyri ingår i släktet Antrusa och familjen bracksteklar. Inga underarter finns listade i Catalogue of Life.